# Geoda

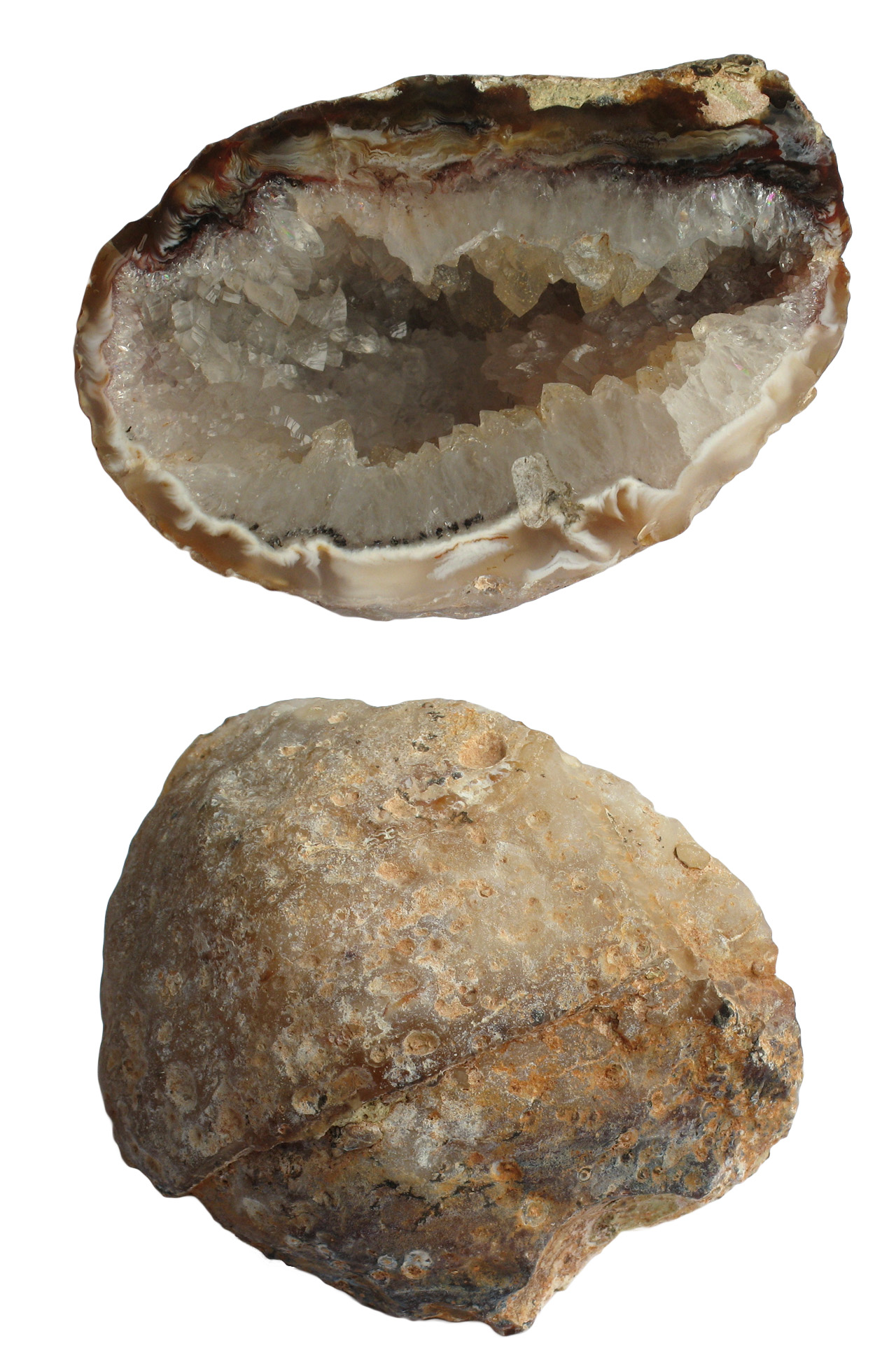
Křemenná geoda, pohled na vnitřek i vnějšek

Geoda je dutina v hornině, která je obvykle po vnitřním obvodu vyplněna menšími či většími krystaly minerálů, směřujícími dovnitř dutiny. Dutina může být vyplněna krystaly křemene, zeolitů, apod.

## Původ názvu a vznik geod
Název tvaru je odvozen z řečtiny, v překladu znamená „zemní“. Základem ke tvorbě geod byly unikající plyny, které vytvořily v chladnoucích horninách bubliny, které byly posléze vyplněny minerálními roztoky. V některých případech čas, teplota, tlak, a další veličiny byly v takové rovnováze, že docházelo ke tvorbě geod. Geody s krystaly se vyskytují zejména ve vulkanických horninách jako jsou bazalty a tufy, ale také v uhličitanových sedimentech (vápence, dolomity), vzácněji i v jiném prostředí. Pokud jde o geody vulkanického původu, vznikají v důsledku toho, že horká láva obsahuje nemalý podíl vulkanických plynů. Tyto plyny způsobují vznik dutin, které jsou při tuhnutí lávy prostřednictvím hydrotermálních roztoků či podzemní vody částečně nebo zcela vyplňovány různými odrůdami křemene (ametyst, achát, chalcedon, opál) či jinými minerály.
Je třeba rozlišovat pojmy geoda a drúza – zatímco geoda vzniká vykrystalováním minerálů na stěnách dutiny, jako drúzu označujeme skupinu krystalů, narostlých na společném podkladě.

## Obří geoda z Almeríe
Obřích rozměrů dosahuje geoda, která byla objevena v roce 2000 ve starých stříbrných dolech Mina Rica ve Španělsku. Tyto doly se nacházejí nedaleko pobřeží Středozemního moře ve španělské provincii Almería. Geoda je dlouhá 8 metrů, na šířku měří 2,6 metrů a na výšku 1,7 metrů, mohlo by se tedy do ní vejít až 10 lidí. Geoda je vyplněna až půl metru velkými, zcela průhlednými a dokonale tvarovanými krystaly sádrovce.

## Ukázky geod

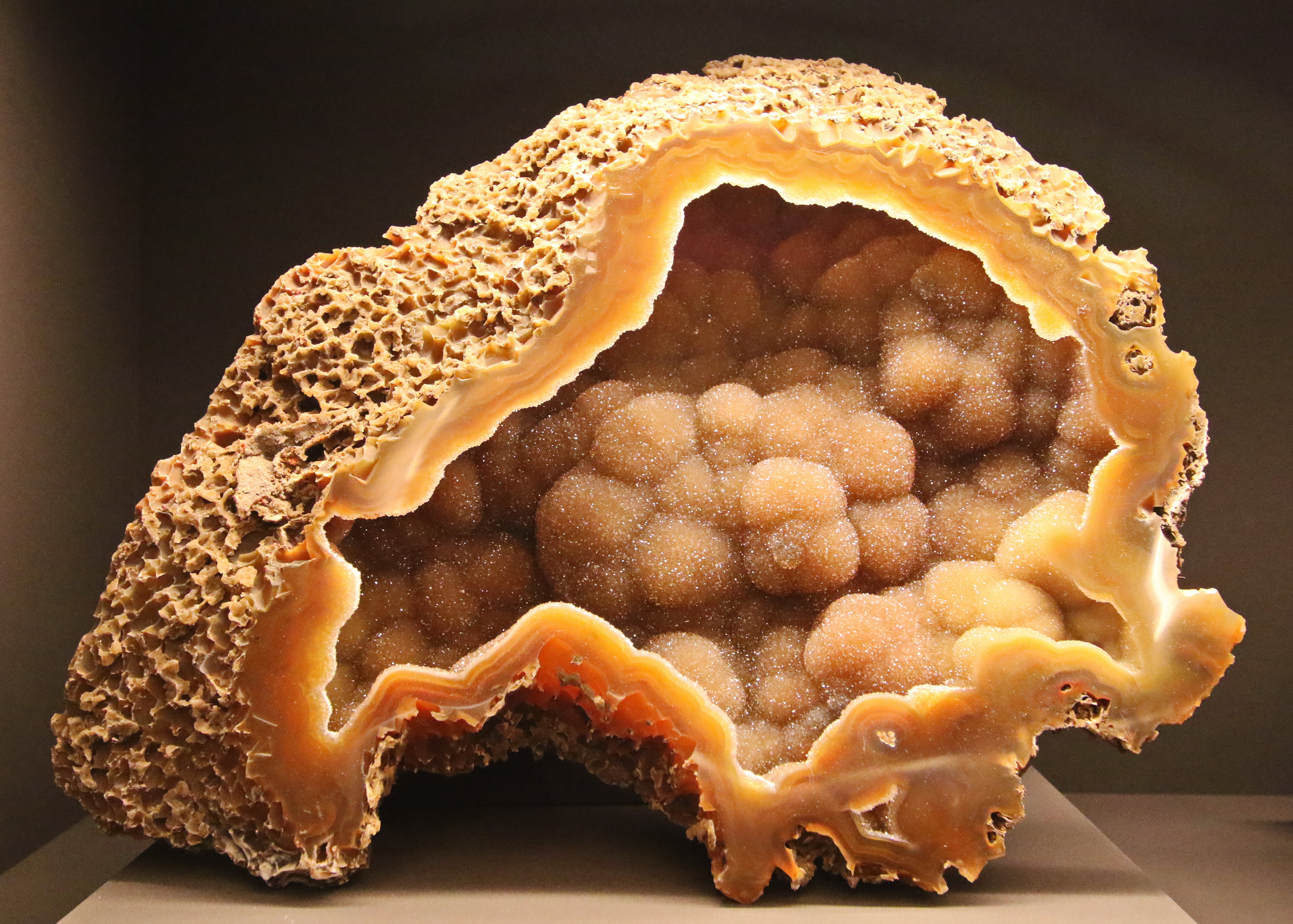
Geoda v expozici Terra Mineralia (Freiberg, Sasko)
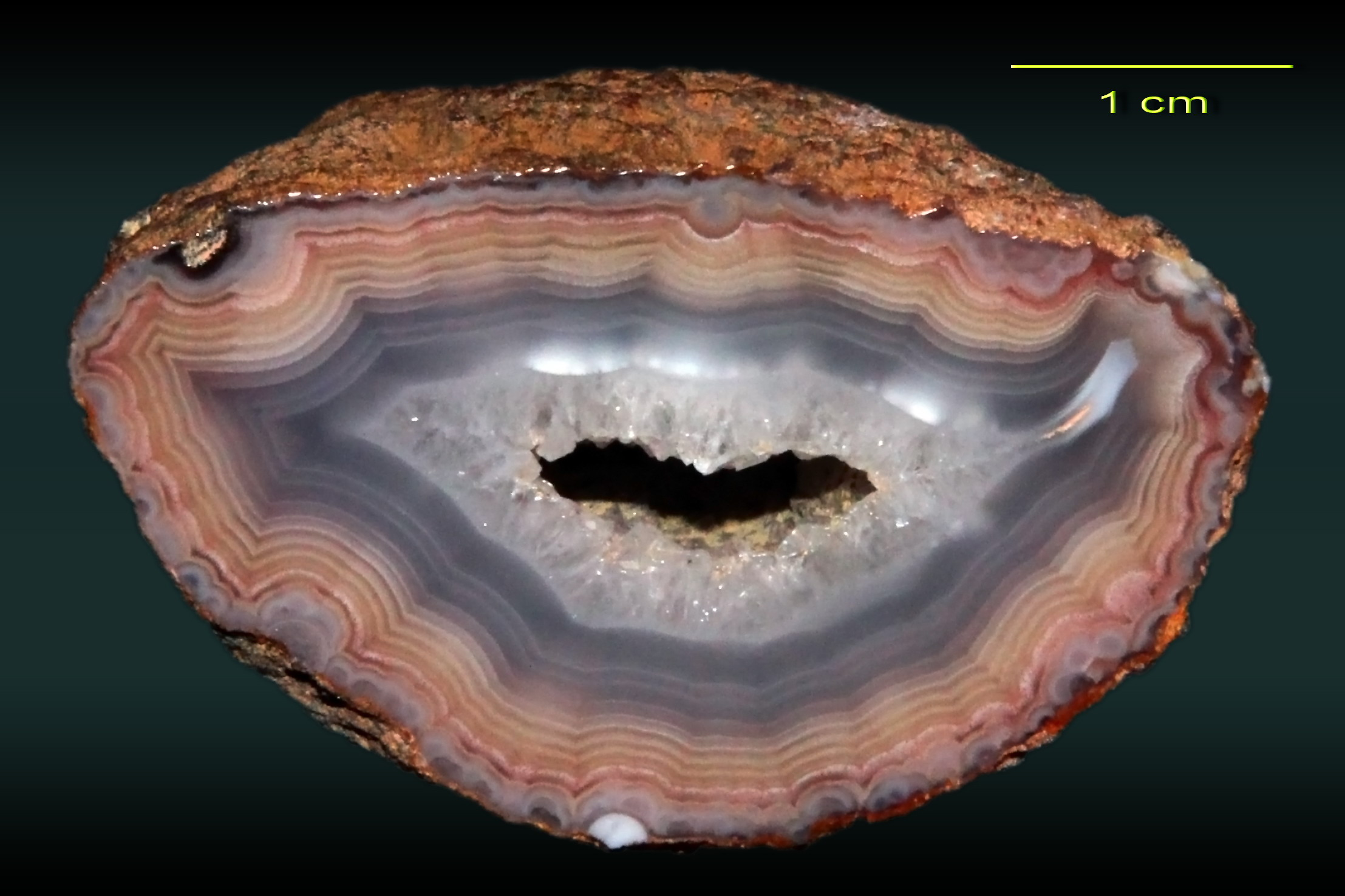
Achátová geoda (Rancho Gregorio, Mexiko)
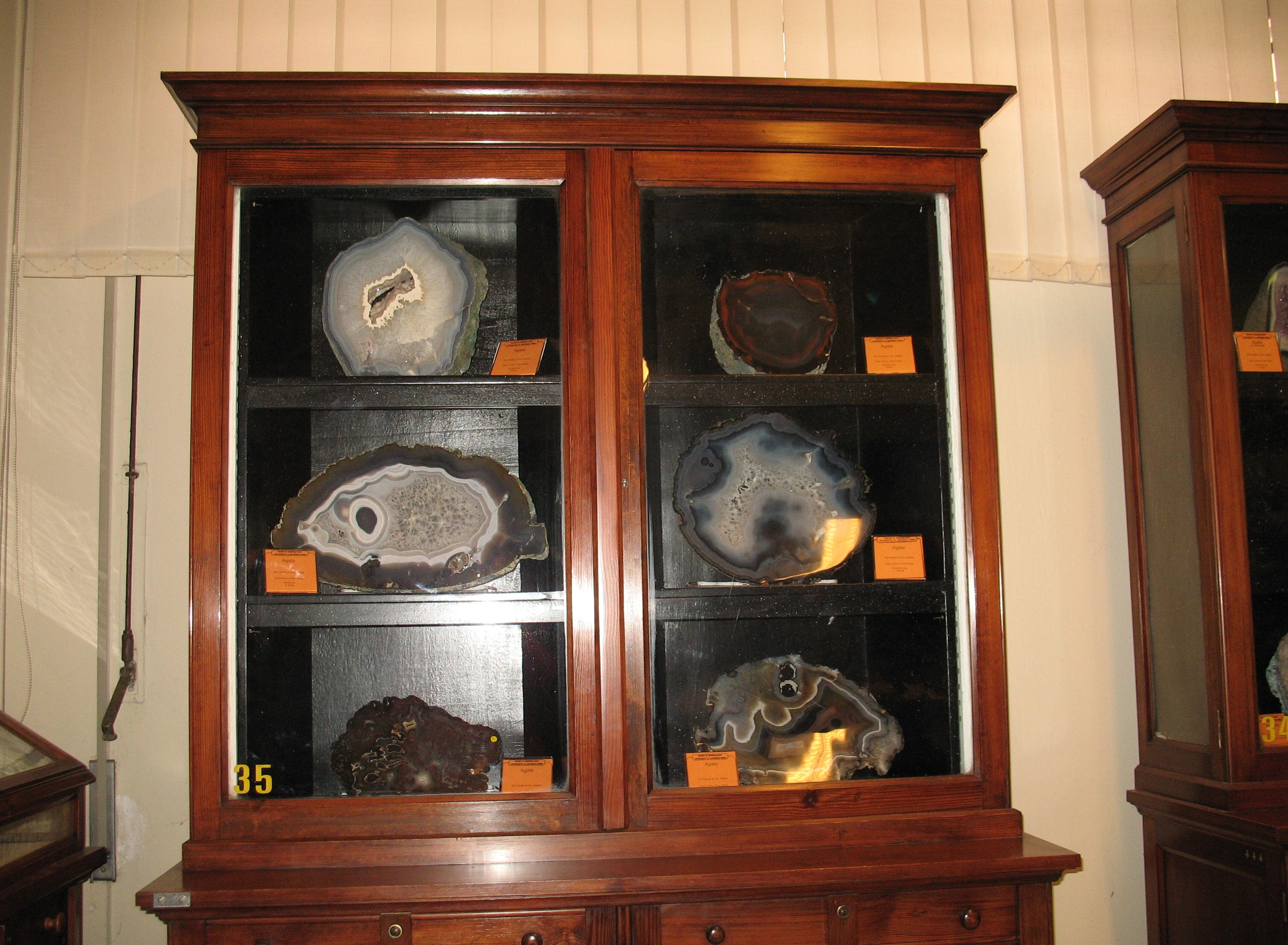
Geody brazilských achátů (Mineralogické muzeum, Řím)
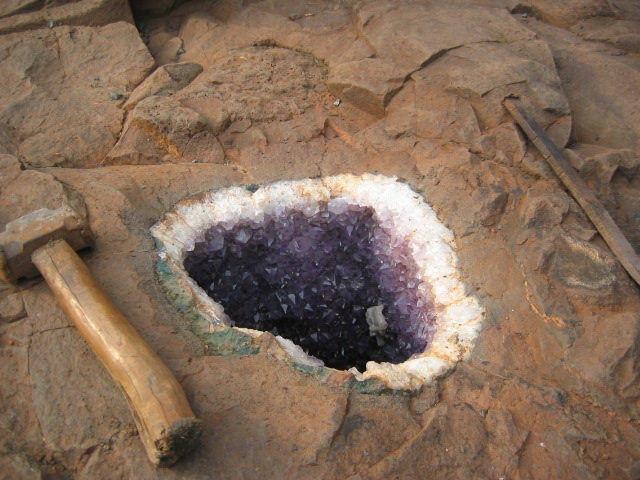
Ametystová geoda v mateční hornině
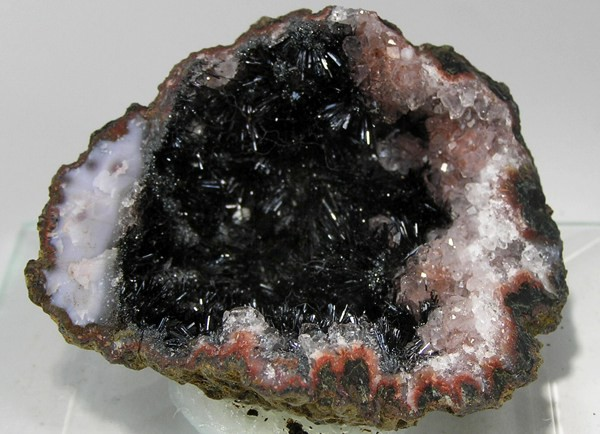
Geoda, vyplněná goethitem a křemenem (Amerzgane, Maroko)